# 137 هـ
137 هـ هي سنة في التقويم الهجري امتدت مقابلةً في التقويم الميلادي بين سنتي 754 و755.

## مواليد
- أبو صالح كاتب الليث
- علي بن الحسن بن شقيق

## وفيات
- أبو مسلم الخراساني
- زياد السفياني
- سنباذ المجوسي
- عبد الرحمن بن حبيب الفهري